# The 7.39
The 7.39 (Encontro Inesquecível, no Brasil) é um telefilme britânico de 2014 escrito por David Nicholls e dirigido por John Alexander. O filme é estrelado por Sheridan Smith e David Morrissey. 

## Sinopse
Após brigarem por um lugar no trem, Sally (Sheridan Smith) e Carl (David Morrissey) acabam se tornando e amigos e, depois de se encontrarem todos os dias, a amizade torna-se um flerte - embora ambos sejam comprometidos e não queiram admitir a paixão que sentem um pelo outro.

## Elenco
- David Morrissey ...Carl Matthews
- Sheridan Smith ...Sally Thorn
- Olivia Colman ...Maggie Matthews
- Sean Maguire ...Ryan Cole
- Bill Milner ...Adam Matthews
- Izzy Meikle-Small ...Charlotte Matthews
- Ben Fox ...Commuter
- Lashana Lynch ...Kerry Wright
- Justin Salinger ...Grant Findlay
- Thomas Morrison ...Martin Dawson
- Raj Ghatak ... recepcionista do Hotel